# Flo Menezes

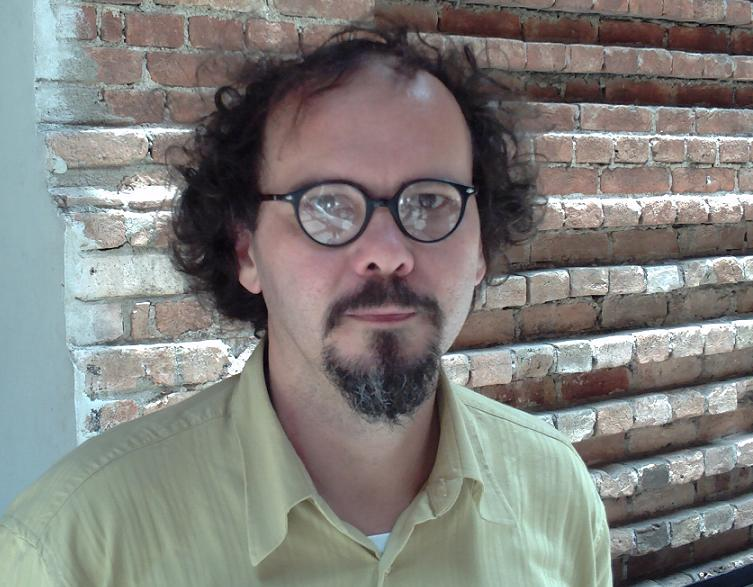
Flo Menezes, compositor brasileiro

Flo Menezes (Florivaldo Menezes Filho; São Paulo, 18 de abril de 1962) é compositor brasileiro, com notável atuação na música eletroacústica e na teoria estética da música clássica na contemporaneidade, em especial, o conceito de música maximalista. É professor titular do Instituto de Artes da Unesp, fundador e diretor do Studio PANaroma de Música Eletroacústica.
Autor da ópera Ritos de Perpassagem montada no Theatro São Pedro de São Paulo, regência de Ricardo Bologna.